# Reinhard Scheer
Reinhard Scheer (30. září 1863, Obernkirchen - 26. listopadu 1928, Marktredwitz) byl admirál německého císařského loďstva, který vešel ve známost především v době první světové války. Velel německému širokomořskému loďstvu v bitvě u Jutska, jedné z největších námořních bitev v dějinách.

## Život
Scheer, rodák z Obernkirchenu, vstoupil do námořnictva roku 1879. Nejprve sloužil jako mladší důstojník na lodi SMS Bismarck.[zdroj?] Roku 1882 byl jmenován námořním důstojníkem a konečně roku 1916 admirálem. V lednu téhož roku se stal také velitelem Širokomořského loďstva.
Ve dnech 31. května až 1. června 1916 se střetl s britským královským námořnictvem v bitvě u Jutska. V bitvě dosáhl taktického vítězství, jelikož Britům způsobil větší ztráty, jejich převahu na moři však zvrátit nedokázal. Po tomto neúspěchu se Scheer stal zastáncem ponorkové války proti Británii, neboť věřil, že ji nebude možno porazit v jediné bitvě.
V srpnu 1918 byl jmenován štábním velitelem v nově založeném velitelství námořní války. Jeho nástupcem se stal admirál Franz von Hipper. Po povstání námořníků v říjnu/listopadu 1918 se Scheer odebral na odpočinek, kde se mj. zaobíral tématem „hrdinného německého boje na moři“.
Scheer byl od roku 1899 ženatý s Emilií Mohrovou (* 1870). V roce 1919 se manželé usadili ve Výmaru, kde se jeho žena stala obětí loupežné vraždy. V posledním roce života přijal Scheer pozvání svých bývalých nepřátel od Jutska a navštívil rovněž britského admirála Johna Jellicoea. Bezprostředně po návratu však Scheer zemřel. Jeho hrob je dodnes vyhledávaný, na náhrobku stojí kromě jeho jména a data narození také jeden termín: SKAGERRAK.